# Dmitrij Jefriemow (ur. 1995)
Dmitrij Władisławowicz Jefriemow, ros. Дмитрий Владиславович Ефремов (ur. 1 kwietnia 1995 w Uljanowsku) – rosyjski piłkarz grający na pozycji prawego pomocnika. Od 2021 roku jest piłkarzem klubu Akron Togliatti.

## Kariera klubowa
Swoją karierę piłkarską Jefriemow rozpoczął w klubie Akadiemija Togliatti. W 2011 roku zaliczył w nim swój debiut w drugiej lidze rosyjskiej. Zadebiutował w nim 24 kwietnia 2011 w zremisowanym 1:1 domowym meczu z Gornjakiem Uczały. W Akadiemiji grał do końca 2012 roku.
Na początku 2013 roku Jefriemow przeszedł do CSKA Moskwa. 9 marca 2013 zadebiutował w Priemjer-Lidze w wygranym 2:0 wyjazdowym meczu z Krylją Sowietow Samara. W 91. minucie tego meczu zmienił Zorana Tošicia. W sezonie 2012/2013 zdobył z CSKA Puchar Rosji oraz wywalczył mistrzostwo Rosji. Latem 2013 zdobył Superpuchar Rosji. W sezonie 2013/2014 ponownie został mistrzem kraju, a latem 2014 sięgnął po superpuchar. W sezonie 2014/2015 został z CSKA wicemistrzem kraju.
Latem 2015 Jefriemow został wypożyczony do Slovana Liberec, w którym zadebiutował 20 września 2015 w wygranym 3:0 domowym meczu z 1. FK Příbram.
W 2016 roku Jefriemowa wypożyczono do FK Orenburg. Zadebiutował w nim 30 lipca 2016 w przegranym 0:1 wyjazdowym meczu z FK Rostów. W Orenburgu spędził dwa lata, po czym wrócił do CSKA.
W 2020 roku Jefriemow przeszedł do Urału Jekaterynburg. Swój debiut w nim zanotował 8 marca 2020 w przegranym 0:2 wyjazdowym meczu z PFK Soczi. Zawodnikiem Urału był do końca 2020.
Na początku 2021 Jefriemow został zawodnikiem Krylji Sowietow Samara, w której debiut zaliczył 24 kwietnia 2021 w zremisowanym 2:2 wyjazdowym spotkaniu z Szynnikiem Jarosław. Na koniec sezonu 2020/2021 awansował z Krylją do Priemjer-Ligi.
Latem 2021 Jefriemow został piłkarzem klubu Akron Togliatti. Zadebiutował w nim 5 września 2021 w przegranym 1:3 domowym meczu z Nieftiechimikiem Niżniekamsk.
| Sezon   | Klub                   | Kraj   | Rozgrywki        | Mecze | Bramki |
| ------- | ---------------------- | ------ | ---------------- | ----- | ------ |
| 2011/12 | Akadiemija Togliatti   | Rosja  | Wtoroj diwizion  | 6     | 1      |
| 2012/13 | Akadiemija Togliatti   | Rosja  | Wtoroj diwizion  | 10    | 2      |
| 2012/13 | CSKA Moskwa            | Rosja  | Priemjer-Liga    | 3     | 0      |
| 2013/14 | CSKA Moskwa            | Rosja  | Priemjer-Liga    | 7     | 0      |
| 2014/15 | CSKA Moskwa            | Rosja  | Priemjer-Liga    | 10    | 0      |
| 2015/16 | CSKA Moskwa            | Rosja  | Priemjer-Liga    | 1     | 0      |
| 2015/16 | Slovan Liberec         | Czechy | I liga           | 16    | 0      |
| 2016/17 | FK Orenburg            | Rosja  | Priemjer-Liga    | 20    | 1      |
| 2017/18 | FK Orenburg            | Rosja  | Priemjer-Liga    | 29    | 1      |
| 2018/19 | CSKA Moskwa            | Rosja  | Priemjer-Liga    | 14    | 0      |
| 2019/20 | CSKA Moskwa            | Rosja  | Priemjer-Liga    | 2     | 0      |
| 2019/20 | Urał Jekaterynburg     | Rosja  | Priemjer-Liga    | 8     | 0      |
| 2020/21 | Urał Jekaterynburg     | Rosja  | Priemjer-Liga    | 10    | 0      |
| 2020/21 | Krylja Sowietow Samara | Rosja  | Pierwyj diwizion | 4     | 1      |

## Kariera reprezentacyjna
Jefriemow grał w reprezentacji Rosji U-21. W dorosłej reprezentacji Rosji zadebiutował 31 marca 2015 roku w zremisowanym 0:0 towarzyskim meczu z Kazachstanem, rozegranym w Chimki. W 80. minucie tego meczu zmienił Maksima Kanunnikowa.